# 厚足荡镖水蚤
厚足荡镖水蚤（学名：Neutrodiaptomus pachypoditus）为镖水蚤科荡镖水蚤属的动物。分布于日本、俄罗斯以及中国大陆的吉林、黑龙江等地，属于冷水性种类。其多生活于湖泊、池塘和江河中。